# Prosopocera spinicollis
Prosopocera spinicollis är en skalbaggsart som beskrevs av Stefan von Breuning 1976. Prosopocera spinicollis ingår i släktet Prosopocera och familjen långhorningar. Inga underarter finns listade i Catalogue of Life.